# Yongxi (köping)
Yongxi (kinesiska: 雍熙, 雍熙镇) är en köping i Kina. Den ligger i provinsen Guizhou, i den sydvästra delen av landet, omkring 130 kilometer väster om provinshuvudstaden Guiyang. Antalet invånare är 85235. Befolkningen består av 41 084 kvinnor och 44 151 män. Barn under 15 år utgör 29,0 %, vuxna 15-64 år 64 %, och äldre över 65 år 6,0 %.